# Salvador Lauder Martínez
Salvador Lauder Martínez (Carcaixent, 1974) és un escriptor i activista cultural valencià. Llicenciat en Filologia Catalana per la Universitat de València, ha publicat narrativa i poesia.
Com a editor, va ser un dels membres fundadors de l'editorial valenciana El petit editor, al novembre de 2013. En l'àmbit de les arts poètiques, Salvador Lauder ha estat el director del Festival Invers de poesia des de 2012 fins al 2015. En 2019 fou el guanyador del Certamen Literari Vila d'Almassora en poesia per Males Herbes, i en 2020 guanyador del XVIII Premi de Narrativa Juvenil dels Premis Literaris Ciutat de Torrent per Parents llunyans. El 2022 fou guanyador del Certamen Literari Vila d'Almassora en narrativa per Una casa qualsevol 

## Obra
- Ulls. Antologia (VVAA) (2001)
- El club de la segona pell (2007)
- Obaga (2012)[1]
- Estels de paper. Antologia (VVAA) (2013)
- Recital al palau de gel (2014)
- Tòtems (2016)
- Males herbes (2020)
- Parents llunyans (2021)
- Una casa qualsevol (2023)